# Sainete
 (juillet 2025).
Si vous disposez d'ouvrages ou d'articles de référence ou si vous connaissez des sites web de qualité traitant du thème abordé ici, merci de compléter l'article en donnant les références utiles à sa vérifiabilité et en les liant à la section « Notes et références ».

Une sainete (en espagnol « friandise » ou « farce ») était un morceau pittoresque de l’opéra-comique espagnol. Cette petite forme, vive, humoristique et de critique sociale, et composée d'un seul acte divisé en scènes, avec musique, se trouvait placée à la fin de pièces plus longues, ou même à l’entracte. La durée n’excède pas vingt à trente minutes.
La sainete utilisait le langage du peuple et montrait généralement des scènes réalistes de la vie de la classe moyenne et inférieure. Ces farces urbaines, regorgeant de blagues et de jeux de mots, rencontrèrent un vif succès populaire du XVIIIe au XXe siècle, remplaçant les entremés (en) antérieurs, tout en étant l’embryon des zarzuelas. 

## Histoire et évolution
Le terme est utilisé dès le XVIIe siècle pour désigner à la fois les entremés (en) et d'autres genres mineurs qui ont accompagné et terminé la représentation des pièces, notamment celles de  Luis Quiñones de Benavente. Mais au XVIIIe siècle le genre a ses propres caractéristiques, élaborées par Ramón de la Cruz.
Parmi les plus prolifiques de ce genre comique au XVIIIe siècle figurent : Luis Moncín (es), Juan Ignacio González del Castillo (en), et les Madrilènes, Ramón de la Cruz, Antonio Soler et Sebastián Vázquez (es). D'autres auteurs sont moins connus, tels Antonio Pablo Fernández, Antonio Furmento Bazo, Diego Ventura Rejón de Silva de Lucas, Antonio Vidaurre, José López de Sedano, Antonio Valladares de Sotomayor et Gaspar Zavala de Zamora, Antonio Benito Fandiño Martínez. Auxquels s'ajoute nombre d'œuvres restées anonymes.
Plus tard, au XIXe, Ricardo de la Vega, Rafael Delgado, les frères Serafin et Joaquin Alvarez Quintero sont les auteurs les plus représentatifs.
Selon Ursula Voss, quatre étapes peuvent être observées dans l'histoire du développement de la sainete :
1. (1603-1750) — On adapte dans le domaine artistique la recette culinaire. On prescrit la taille réduite des pièces, le mélange d'humour et de morale, un mélange de parole, de chant et de danse.
2. (1760-1868) — C'est le moment où la sainete, héritée des entremés, est devenue un genre littéraire grâce aux œuvres de Ramón de la Cruz.
3. En 1868, Tomás Luceño développe la sainete jusqu'à 45 minutes, elle n'a plus sa place à l'entracte.
4. (1894-1915) — C'est la période de décadence. La sainete s'oriente de plus en plus vers d'autres genres, en particulier vers la zarzuela et le mélodrame. Finalement la sainete est absorbée par la « comedia asainetada »

Les sainetes ont commencé à être développées en zarzuelas à Cuba vers 1850.

## Sainetevalencien

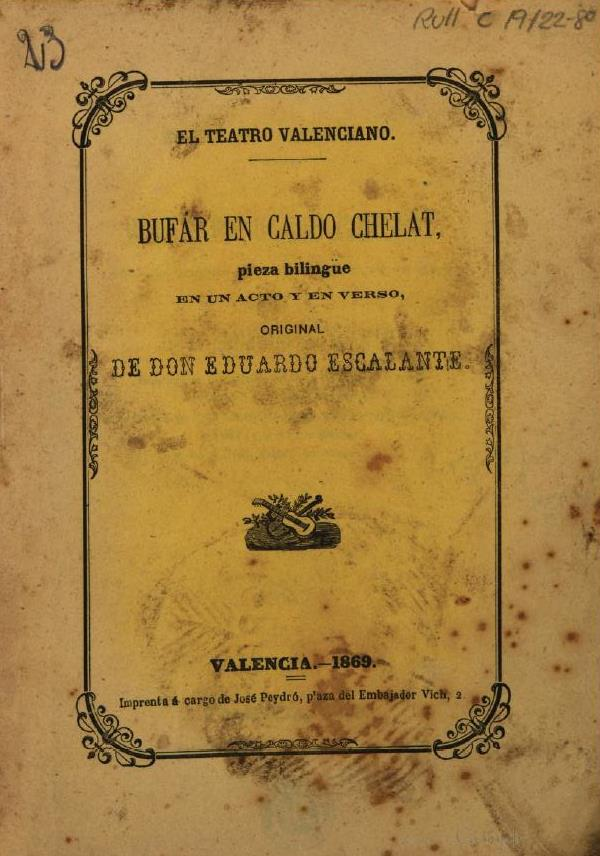
Bufar en caldo chelat (1869), sainete de Valence d'Eduardo Escalante.

La Sainete du Pays valencien se veut un reflet de la vie sociale de la ville de l'époque. Une de ses caractéristiques est qu'elle croque le parlé de personnages emblématiques des classes inférieures de Valence, qui s'expriment en valencien, le parler catalan local.
Parmi les plus importants auteurs du genre figurent Eduardo Escalante (es), Josep Bernat i Baldoví et Francisco Palanca Roca.

## Sainetecréole
En Argentine, la Sainete est combinée au cirque, ce qui entraîne le mode connu sous le nom de « farce créole ». Celle-ci reflète les coutumes dans les conventillos (immeubles locatifs) baignés d'humour et de conflits émotionnels ou tragiques. 
Cette forme de théâtre naît dans les années 1920. À cette époque elle est portée par Carlos Pacheco et Alberto Vacarezza, ou des auteurs comme Florencio Sánchez, Gregorio de Laferrere et Roberto Payró.